# Canterbury Festival
Das Canterbury Festival ist das bekannteste internationale Festival der Grafschaft Kent.
Es findet alljährlich im Oktober in Canterbury (England) und mehreren Orten der Umgebung wie Faversham, Whitstable und Margate statt und dauert drei Wochen.
Festivalinhalte sind dabei neben Opernaufführungen, Oratorien und die Theaterstücken, auch Tanz, Kino und Literatur. Unter anderem sind hier Sir Willard White, Michael Nyman, Rebecca Stephens und Ned Sherrin sowie das Nationale Polnische Radio- und Sinfonieorchester, das European Chamber Orchestra, the Skampa Quartett, das Brodsky Quartet, das Ensemble Cordial, Brass 10 und der London Community Gospel Choir aufgetreten.
Aufführungsorte sind unter anderem die Canterbury Cathedral, das Gulbenkian Theatre an der Universität von Kent und das Marlowe Theatre.

## Geschichte
Initiiert und erstmals veranstaltet wurde das Canterbury Festival im Jahr 1929 vom damaligen Dompropst der Kathedrale George Bell. Bis 1939, als die Veranstaltungen während des Weltkrieges bis 1945 aussetzten, traten dort erstmals als Autoren mit Theaterstücken unter anderem John Masefield, Laurence Binyon, Dorothy L. Sayers, Christopher Fry und nicht zuletzt auch  T.S. Eliot 1935 mit seinem Drama Mord im Dom auf.
Ab 1970 arbeiteten dann Dompropst, Domkapitel und Stadtrat bei der Organisation zusammen. 1984 wurde ein neues Theater errichtet. In diesem Jahr trat auch der noch nicht sehr bekannte Nigel Kennedy als Violinsolist im neuen Marlowetheater auf.